# Pristäblich
Pristäblich ist ein Ortsteil der Gemeinde Laußig im Landkreis Nordsachsen in Sachsen.

## Geografie
Pristäblich liegt am westlichen Rand des Naturparks Dübener Heide zwischen den Städten Eilenburg und Bad Düben an der Staatsstraße 11. Westlich fließt die Mulde am Ort vorbei, östlich führt die Bahnstrecke Pretzsch–Eilenburg vorbei. Südöstlich befindet sich ein kleiner See. In der Flur von Pristäblich befindet sich die Wüstung Gröbisch.

## Geschichte
Die älteste urkundliche Erwähnung des Ortes unter dem Namen „Mezdorf“ stammt aus dem Jahre 1314. Pristäblich ist von der Siedlungsform her sowohl ein Gassendorf, als auch ein Straßenangerdorf. Bis 1815 gehörte das Dorf zum kursächsischen bzw. königlich-sächsischen Amt Eilenburg. Durch die Beschlüsse des Wiener Kongresses kam der Ort zu Preußen und wurde 1816 dem Kreis Delitzsch im Regierungsbezirk Merseburg der Provinz Sachsen zugeteilt, zu dem er bis 1952 gehörte.
1952 kam der Ort zum Kreis Eilenburg im Bezirk Leipzig, ab 1994 zum Landkreis Delitzsch. Am 1. Januar 1973 wurde Pristäblich nach Laußig eingemeindet und ist seitdem ein Ortsteil der Gemeinde.

### Einwohnerentwicklung
| Jahr | Einwohner |
| ---- | --------- |
| 1818 | 309       |
| 1895 | 341       |
| 1925 | 393       |
| 1939 | 316       |

| Jahr | Einwohner |
| ---- | --------- |
| 1946 | 514       |
| 1950 | 513       |
| 1964 | 428       |

Die Einwohnerzahl Pristäblichs lag 1818 bei knapp über 300. Bis zur Jahrhundertwende stieg die Einwohnerzahl auf fast 400. Zum Ausbruch des Zweiten Weltkrieges sank die Einwohnerzahl leicht auf 316. Nach Ende des Krieges stieg die Einwohnerzahl auf über 500 Einwohner im Jahr 1946. Zur Zeit der DDR schrumpfte die Einwohnerzahl wieder. 1964 lebten 428 Menschen in Pristäblich.

## Sehenswürdigkeiten
Die Dorfkirche Pristäblich stammt aus dem 16. Jahrhundert. Dieser Bau der Frührenaissance hat heute aufgrund von baulichen Veränderungen im späten 17. Jahrhundert ein barockes Erscheinungsbild. Der Kirchturm ist mit einer Zwiebelhaube bekrönt. Die Kirche verfügt über eine bronzene Glocke von 1701. Das Inventar stammt aus dem Jahr 1789. In den 1960er Jahren schlug ein Blitz in die Kirche ein und beschädigte sie erheblich. In den 80er Jahren erfolgte eine umfangreiche Renovierung. 1992 wurde die Kirche neu eingeweiht.